# Elymus nepalensis
Elymus nepalensis är en gräsart som först beskrevs av Aleksandre Melderis, och fick sitt nu gällande namn av Aleksandre Melderis. Elymus nepalensis ingår i släktet elmar, och familjen gräs. Inga underarter finns listade i Catalogue of Life.